# Малибу
Малибу (енгл. Malibu) град је у америчкој савезној држави Калифорнија. По попису становништва из 2020. у њему је живело 10.654 становника. Налази се у западном делу округа Лос Анђелес на обали Тихог океана.

## Географија
Малибу се налази на надморској висини од 32 m.

## Демографија
Према попису становништва из 2010. у граду је живело 12.645 становника, што је 70 (0,6%) становника више него 2000. године.
|                   | 2010.           | 2000.           |
| Укупно            | 12 645 (100,0%) | 12 575 (100,0%) |
| Белци             | 11 046 (87,35%) | 11 134 (88,54%) |
| Хиспаноамериканци | 769 (6,081%)    | 689 (5,479%)    |
| Остали            | 484 (3,828%)    | 326 (2,592%)    |
| Азијати           | 328 (2,594%)    | 313 (2,489%)    |
| Афроамериканци    | 18 (0,142%)     | 113 (0,899%)    |